# Фарелла, Бьянка
Бьянка Фарелла (англ. Bianca Farella, родилась 10 апреля 1992 года в Монреале) — канадская регбистка, защитница, бронзовый призёр летних Олимпийских игр 2016 года в составе сборной Канады по регби-7.

## Биография

### Личная жизнь
Родители: Оронцо Фарелла и Мануэла Мусто, есть младшая сестра Джулия. Помимо регби, увлекается пешим туризмом и чтением, а также предпочитает спать в свободное время. Из привычек: перед каждым матчем всегда произносит фразу «Боль — твой друг» (англ. Pain is your friend), берёт на матчи iPod; собирает ёлочные шарики, открытки и пляжные полотенца. Изучает психологию в университете Виктория.

### Игровая карьера
Училась в школе имени мисс Эдгар и мисс Крамп, где было три спортивных секции: тенниса, бадминтона и регби. В возрасте 13 лет Бьянка остановилась на последнем. Выбирая квебекский колледж, Бьянка выбрала колледж Доусона и стала игроком команды «Доусон Блюз», в составе которой трижды попадала в символическую сборную и трижды становилась MVP команды.
Бьянка отыграла один сезон за клуб «Конкордия Стингерс» при университете Конкордия, занеся в 6 играх 12 попыток и набрав тем самым 60 очков. Она попала в символическую сборную конференции и получила приз новичка года как по версии Федерации студенческого спорта Квебека, так и по версии U Sports. После звёздного выступления Фарелла переехала в Британскую Колумбию, начав работу в рамках централизованной программы женского регби в Регби Канада. Дебют в сборной по регби-7 выпал на этап Мировой серии в Дубае в 2012 году. Через год, в 2013 году сборная стала серебряным призёром чемпионата мира в Москве (Бьянка играла в сборной), а в 2014 году Бьянка стала капитаном сборной, выигравшей чемпионат мира в Бразилии.
Панамериканские игры 2015 года Бьянка пропустила из-за операции на плече, вернувшись в сборную на этапе Мировой серии 2015/2016 в Сан-Паулу. По итогам выступления сезона 2015/2016 Бьянка заняла 9-е место в рейтинге лучших бомбардиров по очкам (315 очков) и 2-е в рейтинге по числу попыток (63 попытки), уступив Жислен Ландри. В 2016 году она стала бронзовым призёром летних Олимпийских игр 2016 года в составе сборной Канады по регби-7, занеся по две попытки в ворота Бразилии и Японии.
Вместе с соотечественницей Кайлой Молески и новозеландкой Сарой Хирини Бьянка Фарелла вошла в число регбисток, сыгравших не менее чем на 30 турнирах по регби-7.

## Достижения

### Командные
- Бронзовый призёр летних Олимпийских игр 2016 года (регби-7)[1]
- Вице-чемпионка мира (регби-7): 2013[1]
- Мировая серия:[1]
  - Серебряный призёр: 2014/2015[1]
  - Бронзовый призёр: 2012/2013, 2013/2014, 2015/2016[1]
- Чемпионка мира среди студентов (регби-7): 2014[1]

### Личные
- Член символической сборной Канадского этапа Мировой серии[англ.]: 2017 (Лэнгфорд)[6]